# Abbaye de Tyniec
Pour l’article homonyme, voir Tyniec (Sainte-Croix).
L'abbaye bénédictine de Tyniec (Monasterium Tinecensis, en polonais : Opactwo Benedyktynów w Tyńcu) a été fondée en 1044 et elle est la plus ancienne abbaye des Bénédictins en Pologne. 
Perchée sur un promontoire surplombant la Vistule, dans un cadre bucolique et verdoyant de Tyniec à 13 kilomètres du centre de Cracovie, son édifice d'origine romane se présente aujourd'hui comme un sanctuaire baroque intégrant des éléments gothiques. L'abbaye fait partie de la congrégation de l'Annonciation ainsi que de la fédération des sites de l'ordre de Cluny.

## Histoire
Au début, l’abbaye des Bénédictins de Tyniec avait également des fonctions de défense. Fondée en 1044 par le duc de Pologne Kazimierz Ier le Restaurateur après que Cracovie fut devenue la capitale de son royaume comme, elle était un avant-poste fortifiée sur la route de la Bohême. Les premiers moines s’y établirent vers 1050. Tyniec jouissait d’une grande faveur auprès des princes de Cracovie, puis des rois polonais et possédait une réelle puissance économique au Moyen Age puisque le supérieur était appelé « abbé aux cent villages ».

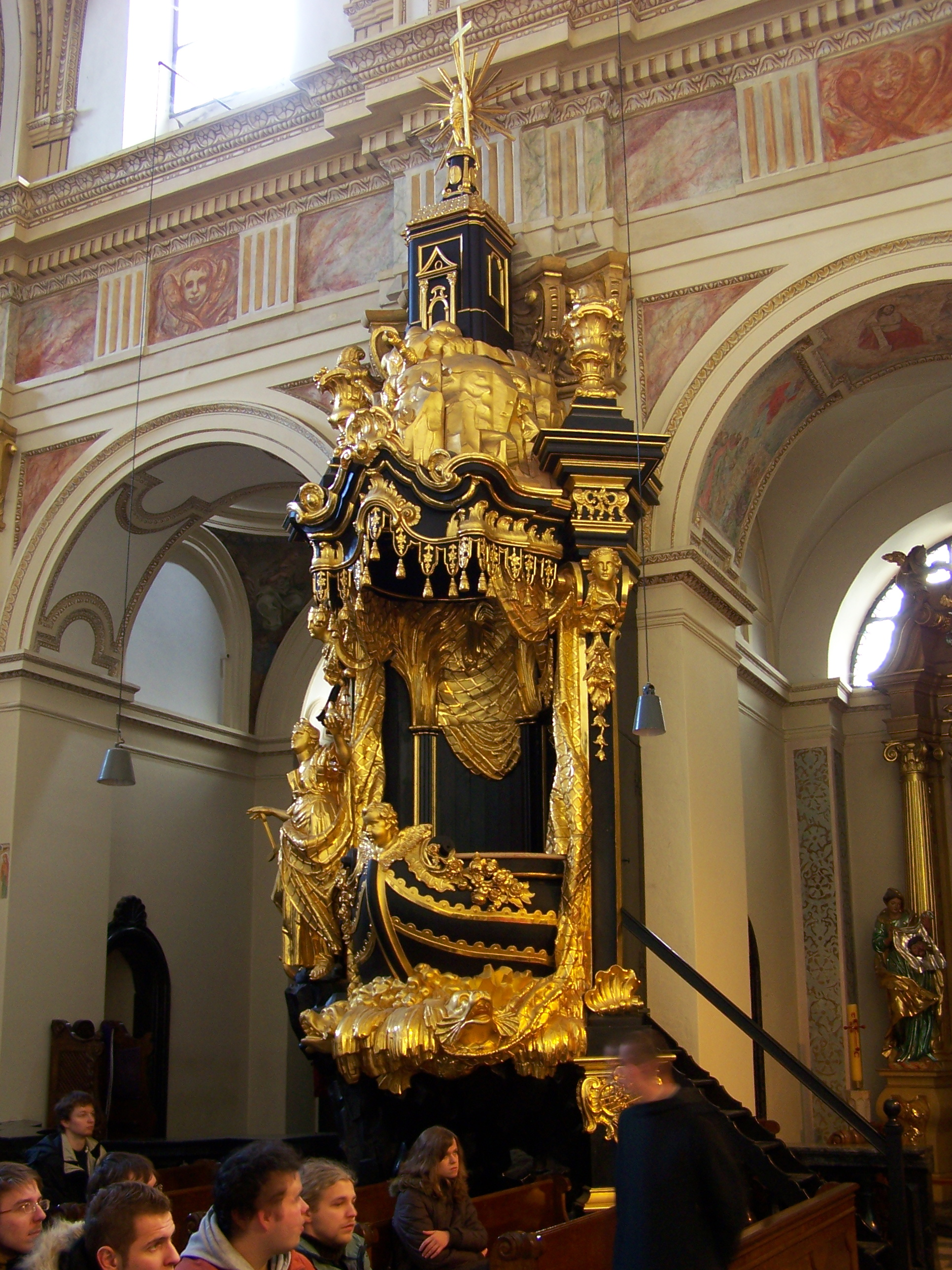
La chaire de l'église Saints-Pierre-et-Paul.

L'abbaye fut fortifiée au milieu du XIIe siècle et le chœur date de cette époque ce qui ne la protégea pas de destructions. Elle fut pillée, incendiée et brûlée pendant l’invasion des Tatars en 1241, puis endommagée au moment des guerres contre Venceslas III de Bohême en 1305. Cependant, l'abbaye retrouva un second souffle au XVe siècle. Elle fut agrandie et l'église, dédiée à saint Pierre et à saint Paul, et reconstruite en style gothique. C’est de cette époque que date sa façade caractéristique à deux tours. Son apogée spirituelle et culturelle se situe au siècle suivant, mais elle tombe sous le régime de la commende en 1604.
L'abbaye est décorée en style baroque entre 1628 et 1622, et des éléments rococo s'y ajoutent au siècle suivant.
Au moment des partages de la Pologne, elle souffre des incursions des armées de la Russie impériale, et de celles de l'empire d'Autriche dont finalement elle fait partie. L'abbé Armand Janowski reconstruit les bâtiments endommagés et enrichit la bibliothèque.
Cependant, en 1816, les Autrichiens finirent par supprimer l’ordre et les bénédictins durent quitter l’abbaye. Celle-ci passait d’une main à l’autre et se détériorait de plus en plus. Sa bibliothèque fut envoyée à Tarnów. L'abbaye souffre encore d'un incendie en 1831. Son dernier moine meurt en 1844, tandis que l'église sert de simple église paroissiale.

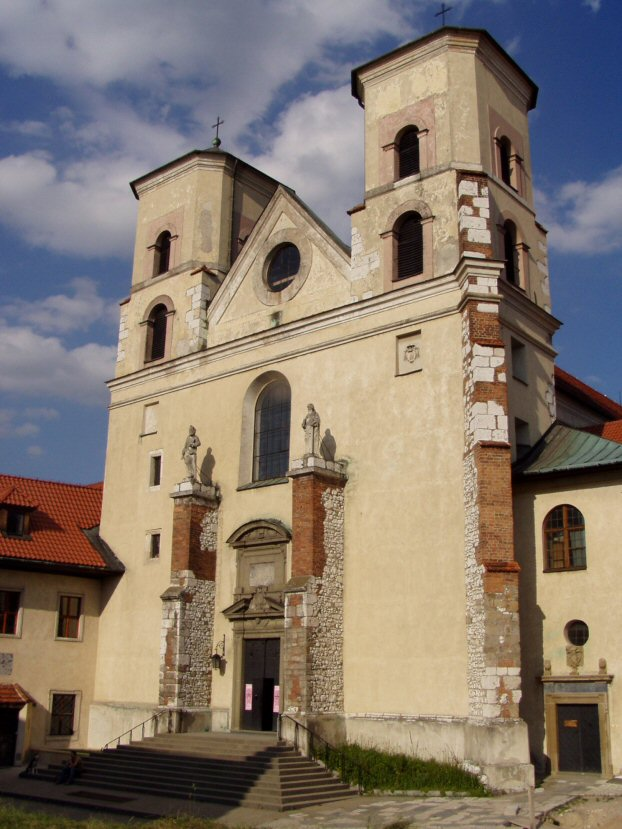
Vue de l'abbatiale.

## Seconde fondation

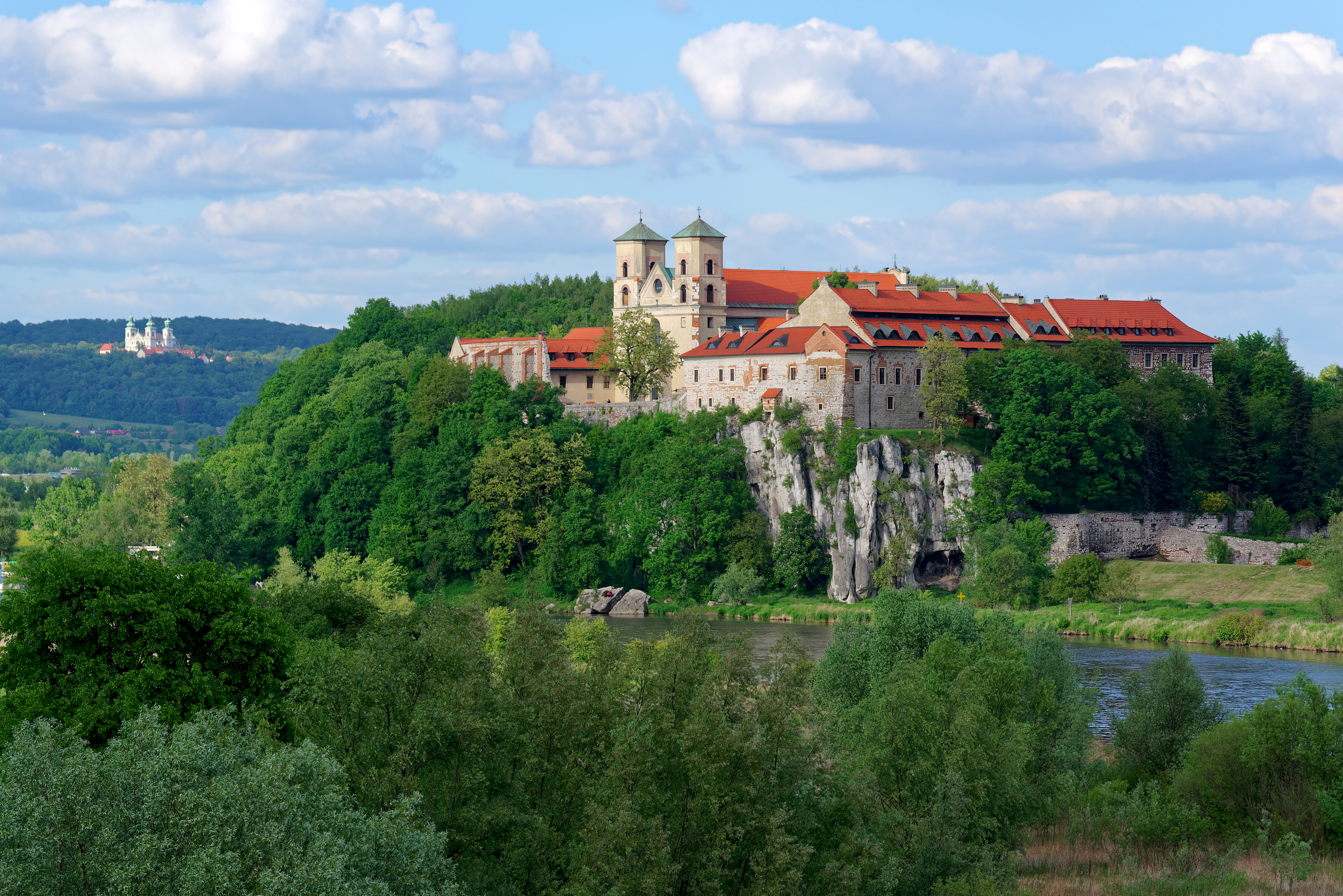
L'abbaye de Tyniec dans les environs de Piekary (Cracovie), de l'autre côté de la Vistule. À l'arrière-plan sur la gauche, le Kościół Wniebowzięcia Najświętszej Maryi Panny w Krakowie (Bielany).

C’est seulement l’évêque de Cracovie Adam Sapieha qui s’occupa de son sort, en faisant venir en 1939 des bénédictins de Belgique. Les bénédictins de la congrégation de l'Annonciation s'y installent et leur premier prieur est le P. Karl van Oost avec une communauté de onze moines. L’abbaye joua pour la dernière fois son rôle de place forte lorsque l’armée allemande s’y défendit des attaques de l’Armée rouge. La communauté survit à l'occupation allemande et au régime communiste. L'abbaye est restaurée en 1947 et dans les années 1990. Elle retrouve son rang d'abbaye en 1968.
Elle accueille aujourd’hui l’Institut culturel bénédictin et organise des concerts d’orgue de juin à août.